# Holguera
Holguera – gmina w Hiszpanii, w prowincji Cáceres, w Estramadurze, o powierzchni 37,19 km². W 2011 roku gmina liczyła 742 mieszkańców.